# Antius Antoninus
Antius Antoninus (sein Praenomen ist nicht bekannt) war ein im 2. oder 3. Jahrhundert n. Chr. lebender Angehöriger des römischen Ritterstandes (Eques).
Durch drei Ziegelstempel, die in Tel Shalem gefunden wurden, ist belegt, dass Antoninus Kommandeur (Praefectus equitum) der Ala VII Phrygum war.